# Den skaldede frisør
Den skaldede frisør (De kale kapster) is een romantische komedie/dramafilm uit 2012 geschreven en geregisseerd door Susanne Bier. Het is een Deense film, maar grotendeels ook een internationale productie. De film werd ook uitbracht onder de Engelstalige titel Love Is All You Need (Liefde is alles wat je nodig hebt).
Trine Dyrholm won voor haar hoofdrol de Robert voor Beste Actrice.

## Verhaal
Kapster Ida (Trine Dyrholm) is succesvol herstellende van borstkanker. Als ze op een dag thuis komt ligt haar man Leif (Kim Bodnia) op de bank met Thilde (Christiane Schaumburg-Müller). Tegelijkertijd gaat hun dochter Astrid (Molly Blixt Egelind) in Italië trouwen en onderweg naar het vliegveld botst Ida stomtoevallig tegen zakenman Philip (Pierce Brosnan) op, die de vader van de verloofde van Astrid blijkt te zijn.

## Rolverdeling
| Acteur                       | Personage |
| ---------------------------- | --------- |
| Trine Dyrholm                | Ida       |
| Pierce Brosnan               | Philip    |
| Paprika Steen                | Benedikte |
| Kim Bodnia                   | Leif      |
| Christiane Schaumburg-Müller | Thilde    |
| Molly Blixt Egelind          | Astrid    |
| Sebastian Jessen             | Patrick   |
| Micky Skeel Hansen           | Kenneth   |
| Bodil Jørgensen              | Lizzie    |
| Line Kruse                   | Bitten    |